# Xian de Xinyuan
Cette page contient des caractères spéciaux ou non latins. S’ils s’affichent mal (▯, ?, etc.), consultez la page d’aide Unicode.
Pour les articles homonymes, voir Xinyuan.
Le xian de Xinyuan (新源县 ; pinyin : Xīnyuán Xiàn ; ouïghour : كۈنەس ناھىيىسى / Künes Nahiyisi) est un district administratif de la région autonome du Xinjiang en Chine. Il est placé sous la juridiction de la préfecture autonome kazakhe d'Ili.

## Démographie
La population du district était de 282 710 habitants en 1999.